# Associazione Calcio Pistoiese 1992-1993
Questa pagina raccoglie le informazioni riguardanti l'Associazione Calcio Pistoiese nelle competizioni ufficiali della stagione 1992-1993.

## Rosa
| N. |                   | Ruolo | Calciatore          |
| -- | ----------------- | ----- | ------------------- |
|    | Italia (bandiera) | C     | Salvadore Bacci     |
|    | Italia (bandiera) | C     | Nicola Bartolini    |
|    | Italia (bandiera) | P     | Alberto Bastogi     |
|    | Italia (bandiera) | D     | Andrea Bellini      |
|    | Italia (bandiera) | A     | Gianfranco Campioli |
|    | Italia (bandiera) | D     | Antonio Caridi      |
|    | Italia (bandiera) | D     | Pellegrino Cocca    |
|    | Italia (bandiera) | A     | Danilo Di Vincenzo  |
|    | Italia (bandiera) | A     | Mirco Gallingani    |
|    | Italia (bandiera) | D     | Massimiliano Gori   |
|    | Italia (bandiera) | D     | Franco Gutili       |

| N. |                      | Ruolo | Calciatore             |
| -- | -------------------- | ----- | ---------------------- |
|    | Italia (bandiera)    | A     | Marco Magni            |
|    | Argentina (bandiera) | A     | Raul Oscar Molnar      |
|    | Italia (bandiera)    | C     | Alberto Nardi          |
|    | Italia (bandiera)    | A     | Gioacchino Priscindaro |
|    | Italia (bandiera)    | D     | Antonio Rogazzo        |
|    | Italia (bandiera)    | D     | Gianfranco Scardigli   |
|    | Italia (bandiera)    | P     | Alessio Schiaffino     |
|    | Italia (bandiera)    | C     | Mark Strukelj          |
|    | Italia (bandiera)    | A     | Emiliano Tarabusi      |
|    | Italia (bandiera)    | A     | Maurizio Trombetta     |
|    | Italia (bandiera)    | D     | Simone Venturi         |

## Risultati

### Campionato

#### Girone di andata
| 13 settembre 1992 1ª giornata | Pistoiese | 0 – 0 | Civitanovese |  |

| 20 settembre 1992 2ª giornata | Gualdo | 1 – 1 | Pistoiese |  |

| 27 settembre 1992 3ª giornata | Pistoiese | 1 – 0 | Vastese |  |

| 4 ottobre 1992 4ª giornata | Avezzano | 0 – 2 | Pistoiese |  |

| 11 ottobre 1992 5ª giornata | Pistoiese | 0 – 0 | Pontedera |  |

| 18 ottobre 1992 6ª giornata | Castel di Sangro | 1 – 2 | Pistoiese |  |

| 25 ottobre 1992 7ª giornata | Pistoiese | 1 – 0 | Montevarchi |  |

| 1º novembre 1992 8ª giornata | Prato | 1 – 1 | Pistoiese |  |

| 8 novembre 1992 9ª giornata | Pistoiese | 0 – 0 | Baracca Lugo |  |

| 22 novembre 1992 10ª giornata | Viareggio | 5 – 2 | Pistoiese |  |

| 29 novembre 1992 11ª giornata | Pistoiese | 1 – 0 | Cecina |  |

| 6 dicembre 1992 12ª giornata | Ponsacco | 0 – 2 | Pistoiese |  |

| 13 dicembre 1992 13ª giornata | Pistoiese | 3 – 2 | Francavilla |  |

| 20 dicembre 1992 14ª giornata | Pistoiese | 2 – 0 | Poggibonsi |  |

| 27 dicembre 1992 15ª giornata | Rimini | 3 – 0 | Pistoiese |  |

| 24 gennaio 1993 16ª giornata | Pistoiese | 1 – 0 | Fano |  |

| 31 gennaio 1993 17ª giornata | Cerveteri | 1 – 0 | Pistoiese |  |

#### Girone di ritorno
| 7 febbraio 1993 18ª giornata | Civitanovese | 0 – 0 | Pistoiese |  |

| 14 febbraio 1993 19ª giornata | Pistoiese | 3 – 0 | Gualdo |  |

| 21 febbraio 1993 20ª giornata | Vastese | 0 – 0 | Pistoiese |  |

| 7 marzo 1993 21ª giornata | Pistoiese | 3 – 0 | Avezzano |  |

| 14 marzo 1993 22ª giornata | Pontedera | 1 – 0 | Pistoiese |  |

| 21 marzo 1993 23ª giornata | Pistoiese | 1 – 0 | Castel di Sangro |  |

| 28 marzo 1993 24ª giornata | Montevarchi | 0 – 0 | Pistoiese |  |

| 4 aprile 1993 25ª giornata | Pistoiese | 0 – 1 | Prato |  |

| 18 aprile 1993 26ª giornata | Baracca Lugo | 1 – 3 | Pistoiese |  |

| 25 aprile 1993 27ª giornata | Pistoiese | 1 – 0 | Viareggio |  |

| 2 maggio 1993 28ª giornata | Cecina | 1 – 1 | Pistoiese |  |

| 9 maggio 1993 29ª giornata | Pistoiese | 2 – 0 | Ponsacco |  |

| 23 maggio 1993 30ª giornata | Francavilla | 2 – 2 | Pistoiese |  |

| 30 maggio 1993 31ª giornata | Poggibonsi | 1 – 1 | Pistoiese |  |

| 6 giugno 1993 32ª giornata | Pistoiese | 2 – 0 | Rimini |  |

| 13 giugno 1993 33ª giornata | Fano | 2 – 2 | Pistoiese |  |

| 20 giugno 1993 34ª giornata | Pistoiese | 0 – 0 | Cerveteri |  |